# 4425 Bilk
4425 Bilk è un asteroide della fascia principale. Scoperto nel 1967, presenta un'orbita caratterizzata da un semiasse maggiore pari a 2,3603903 UA e da un'eccentricità di 0,1639084, inclinata di 3,31115° rispetto all'eclittica.
L'asteroide è dedicato al distretto di Düsseldorf dove sorgeva l'omonimo osservatorio costruito nel 1843 da Johann Benzenberg a Düsseldorf e distrutto durante i bombardamenti del 1943.